# NGC 3086
NGC 3086 je galaksija u zviježđu Sekstantu.

## Vanjske poveznice
- SEDS: NGC 3086